# Estación Terrena Tierra del Fuego
La Estación Terrena Tierra del Fuego  (ETTdF) es una estación terrena perteneciente a la CONAE, ubicada sobre la ruta provincial Nº23 km 5.5 en las cercanías de Tolhuin, Provincia de Tierra del Fuego, Antártida e Islas del Atlántico Sur, Argentina. Su función principal será el seguimiento y control del lanzador Tronador, junto al control y bajada de datos de satélites, al igual que Estación Terrena Córdoba.
Planeada desde 1999, comenzó a operar en 2018, y fue formalmente inaugurada el 15 de julio de 2019.

## Infraestructura
La estación cuenta con una antena satelital con reflector de diámetro 13,5 m y una altura de 15 m aproximadamente, con radomo para protección de nieve y viento junto a otra antena de 7,3m de diámetro, y pedestal de 15 m de altura. Estas ofrecen capacidad de transmisión y recepción en banda S y recepción en banda X y banda Ka, bandas que se utilizan para transmisión de datos de ciencia.
Tolhuin fue elegida para albergar la estación terrena ya que su ubicación geográfica es ideal para mantener contacto con satélites en órbitas polares.
Participan del proyecto la Facultad Regional Tierra del Fuego y Universidad Nacional de Tierra del Fuego, Antártida e Islas del Atlántico Sur.

## Operaciones
Las tareas de operación, monitoreo y control de la estación se realizan de forma remota desde el Centro Espacial Teófilo Tabanera (CETT) mediante enlaces de fibra óptica y un radioenlace de respaldo. Mientras que las operaciones de mantenimiento son realizadas de manera conjunta por los operarios del CETT y el personal de guardia que se encuentra de manera permanente en la estación.
La estación inició sus operaciones en 2018, siendo responsable del primer contacto en territorio argentino entre la CONAE y el satélite SAOCOM 1A, momentos después de la separación con el lanzador.